# 3-Methylglutaconazidurie Typ 1
Die 3-Methylglutaconazidurie Typ 1 ist eine sehr seltene angeborene, zu den 3-Methylglutaconazidurien gehörende Stoffwechselstörung mit einem Enzymdefekt im Leucin-Stoffwechsel und einer erhöhten Ausscheidung von 3-Methylglutaconsäure und 3-Methylglutarsäure im Urin.
Synonyme sind: 3-Methylglutaconyl-CoA-Hydratase-Mangel; 3MG-coA-Hydratase-Mangel; MGA Typ I; MGA1
Die Erstbeschreibung erfolgte wohl im Jahre 1976 durch B. H. Robinson und Mitarbeiter.

## Pathologie
Es handelt sich um einen isolierten 3-Methylglutaconyl-CoA-Hydratase-Mangel, gestört ist die Umwandlung von 3-Methylglutaconyl-CoA in 3-Hydroxy-3-mMthylglutaryl-CoA (HMG-CoA).
Dieser Typ kann im Gegensatz zu den anderen Typen der 3-Methylglutaconazidurien als „primäre“ Form angesehen werden.

## Verbreitung
Die Häufigkeit wird mit unter 1 zu 1.000.000 angegeben, bislang wurde über etwa 20 Betroffene berichtet. Die Vererbung erfolgt autosomal-rezessiv.

## Ursache
Der Erkrankung liegen Mutationen im AUH-Gen im Chromosom 9 an Genort q22.31 zugrunde, welches für die 3-Methylglutaconyl-CoA-Hydratase kodiert, die im Leucin-Stoffwechsel beteiligt ist.

## Klinische Erscheinungen
Das Erscheinungsbild ist unterschiedlich, es erstreckt sich von nur leichter Sprachentwicklungsstörung bis Psychomotorische Retardierung, Koma, Gedeihstörung, Metabolische Azidose und Dystonie.
Krankheitsbeginn ist oft im frühen Kindesalter, kann aber auch erst beim Erwachsenen als Neurodegenerative Erkrankung mit Ataxie, Spastik sichtbar werden.

## Diagnose
Die Diagnose erfolgt durch Bestimmung der Aktivität der 3-Methylglutaconyl-CoA-Hydratase in Fibroblasten oder Leukozyten oder durch Messung der Ausscheidung im Urin.
Gegenüber den anderen Typen dieser Krankheitsgruppe ist die Konzentration der 3-Methyl-Glutaconsäure deutlich höher, und die 3-Hydroxy-Isovaleriansäure ist nur beim Typ I erhöht.
Bei den Patienten mit Zeichen der Neurodegeneration lassen sich oft Veränderungen der Basalganglien in der Magnetresonanztomographie erfassen.

## Differentialdiagnose
Abzugrenzen sind die anderen Typen der 3-Methylglutaconazidurien.